# Rokhaya Diallo
Rokhaya Diallo (París, 10 de abril de 1978) es una periodista, directora de cine y escritora francesa. Es también activista antirracista. Milita contra la ley sobre los signos religiosos en las escuelas públicas francesas, lo que ha suscitado diversas controversias.
Es la autora de varios ensayos como Racisme: mode d'emploi; Comment parler de la laïcité aux enfants ("Racismo: modo de empleo" y "Cómo hablar de la laicidad a los niños"), ha realizado también varios documentales entre los cuales se encuentran Les Marches de la liberté o De París a Ferguson : culpables de ser negro.

## Biografía
Rokhaya Diallo nació en París de padres senegaleses y gambianos. Su padre era mecánico y su madre profesora de costura; su familia se trasladó en 1989 a La Courneuve.
Se diplomó en el año 2000 con una maestría de derecho internacional y europeo, realizó una corta estancia en IBM, empresa que abandonó en 2002 porque se sentía «como un peón». Inició entonces un máster en la Universidad de París I Panthéon-Sorbonne en marketing y distribución en la industria audiovisual, obteniéndolo en 2003; trabaja posteriormente en la producción audiovisual.
Apasionada del anime, participa en la fundación de la Japan Expo y es brevemente actora de doblaje. Interpretó Kamui Shirō niña en X1999, según CLAMP, y Ex en Ah! My goddess: La película.
En 2001, para financiar sus estudios empresariales en Novancia, trabajó en el servicio de la juventud de La Courneuve, ocupándose de la inserción profesional de los jóvenes menos favorecidos. Forma parte de la creación del Consejo local de la juventud que posteriormente preside y donde permanecerá durante dos años. Es militante de la asociación anti-sexista Mix-Cité y próxima a la organización altermundialista ATTAC, sobre todo durante el festival Imágenes mouvementées.

### Los Indivisibles
En 2006, a fuerza de sentir «en la mayoría de mis interlocutores, [que] el hecho de ser negra y de origen popular planteaba un problema», es cofundadora de la asociación Los Indivisibles, que preside de 2006 a 2010. El nombre hace referencia al artículo primero de la Constitución Francesa que estipula que "Francia  es una República indivisible, laica, democrática y social".
La asociación milita para detener una "partición de la nacionalidad francesa según una apariencia física" o un origen geográfico, cuenta en primavera 2007 una docena de miembros.
La asociación decide en 2009 apostar sobre la presencia mediática, otorgando los Premios Y'a Bon anualmente. Su acción se inscribe en la lucha contra el racismo y «los prejuicios étnico-raciales y en primer lugar, el que niega o desvalorice la identidad francesa de los franceses no-blancos.»

### Actividades desde 2002
En 2002, Rokhaya Diallo participó como comediante, cantante y parodiadora en diferentes cortometrajes humorísticos del colectivo Une case en moins .
En marzo de 2010, es seleccionada para participar en el programa International Visitor Leadership: invitada del gobierno federal de Estados Unidos, visita el país para estudiar la diversidad.
Con cuatro otras personalidades, François Durpaire, Marc Cheb Sun, Lilian Thuram y Pascal Blanchard, lanza una llamada y cien propuestas para una «República multicultural y pos-racial».

## Periodismo

### Televisión
Es cronista de 2009 a 2013 para La Matinal de Canal+.
Entre 2011 y 2013, presenta y co-realiza 18 números de la emisión mensual Iguales pero no demasiado sobre LCP, sostenida por la agencia nacional para la cohesión social y la igualdad de las oportunidades. La emisión es retirada del cuadro del canal parlamentario en 2014. Caroline Fourest escribe que Rokhaya Diallo ha entrevistado complacientemente a Dieudonné y Alain Soral en su emisión igual pero no demasiado sobre LCP el 9 de agosto de 2012.
En julio de 2017, la prensa evoca su llegada como cronista en Touche pas à mon poste ! en C8. Su llegada en la emisión está ligada a un cambio de línea querida por el animador Cyril Hanouna después de críticas por "comentarios homofóbicos, racistas y sexistas" que lo han apuntado durante la estación 2016-2017.
"El espectáculo mantendrá sus fundamentos y valores entretenidos, pero irá de lujo", afirma a la revista Challenges. 

## Tomas de posición

### Antirracismo, « racismo de Estado »
Rokhaya Diallo declara haberse comprometido contra el racismo después de la muerte, en Clichy-sous-Bois, Zyed Benna y Bouna Traoré, dos jóvenes de barrios pobres perseguidos por la policía ». Según el periódico Libération, es una figura mediática en Francia de la corriente antirracista « todavía minoritaria » que ya no cree en las promesas universalistas », "encarnadado mediáticamente por personalidades sobre todo jóvenes, para mucho salidas de la segunda generación de inmigrantes, como, Rokhaya Diallo o todavía Marwan Muhammad".
En diciembre de 2017, invitada a expresarse a la tribuna de las Naciones Unidas durante una reunión de expertos organizados en lo relativo a las discriminaciones vis-à-vis a personas afrodescendientes en el mundo, ha denunciado un «racismo de Estado» en Francia, que se manifestaría sobre todo a través de las violencias policiales de las cuales son principalmente víctimas las personas de afrodescendientes.

#### Subrepresentación de las mujeres negras en las revistas femeninas
En enero de 2012, tras la publicación en la revista Elle de un artículo sobre la moda negra considerado racista, publica con Sonia Rolland, Tiñió Moses, Éric Fassin, Clémentine Autain, Audrey Pulvar y numerosas personalidades, una tribuna en Le Monde que interroga a la revista sobre la ausencia de las mujeres negras en sus portadas.

#### Campamento de verano reservado para personas no blancas
En octubre de 2017, Rokhaya Diallo declara estar de acuerdo con la organización de campamentos de verano donde ciertos talleres estaban abiertos a toda persona que fuese no-blanca », o que tuviera la voluntad de "encontrarse a sí mismo entre las personas víctimas de la violencia racista, dentro de unas horas, con dulzura".

### Afrofeminismo, feminismo interseccional o decolonial
Rokhaa Diallo se define como "una feminista interseccional y descolonial".
Es cercana de movimientos afrofeministas no mixtos como el colectivo Mwasi y del féminismo intersectionnel, que estima que una opresión o dominio puede ser múltiple (sexo, clase, raza…). Rechazando el feminismo universalista, es cercana de un feminismo más identitario : afrofeminismo, feminismo islámico. Critica también lo que considera "feminismo tradicional" de (Osez el féminisme !, Les Chiennes de garde…) por ser muy "blanco" y burgués, y no tomar en cuenta los problemas específicos de ciertas mujeres, sobre todo negras, musulmanas o miembros de minorías.
Según Maboula Soumahoro, el feminismo decolonial encuentra sus fuentes de ultramar, en préstamo al feminismo negro su teoría y su léxico, se inspira de la lucha de personalidades como Angela Davis. Es igualmente en Estados Unidos que se desarrolla el concepto de « interseccionalidad », que representa el cúmulo de varios tipos de discriminaciones (étnica, sexual, social, etc.).

## Notoriedad
Según la revista Slate, Rokhaya Diallo ocupa el puesto 36 en 2013 entre las 100 mujeres francesas más influyentes y se encuentra entre las 30 personalidades negras más influyentes de Europa según el ranking británico Powerful Media.
Se ha beneficiado del programa Young Leader lanzado por la Fundación Franco-Estadounidense.

## Filmografía
- 2013 : Les Marches de la liberté, documental realizado por France Ô
- 2014 : Les Réseaux de la haine, documental realizado por LCP/AN y France 3 - IDF, producido por Mélissa Theuriau
- 2014-2015 : Frères d'armes, serie histórica televisiva de Rachid Bouchareb y Pascal Blanchard ; presentación de Charles N'Tchoréré
- 2016 : De Paris à Ferguson : coupables d'être noirs, documental realizado por France Ô
- 2016 : USA : la recette caribéenne du succès Producción Rok’nProd / Smooth and Sidle / Real Eyes

## Publicaciones

### Ensayos
- Racisme : mode d'emploi, Larousse, colaboración. « Philosopher » del filósofo Vincent Cespedes, marzo de 2011 (ISBN 2035847907)
- Un troussage de domestique, Syllepse, septiembre de 2011
- À nous la France !, Michel Lafon, abril de 2012
- La France une et multiculturelle, Fayard, abril de 2012
- Comment parler de racisme aux enfants, prefacio de Lilian Thuram, Le Baron Perché, mayo de 2013 (ISBN 2360800752)
- Moi, raciste ? Jamais ! Scènes de racisme ordinaire, con Virginie Sassoon, Flammarion, marzo de 2015 (ISBN 2081359243)
- Comment parler de laïcité aux enfants, con Jean Baubérot, Le Baron Perché, octubre de 2015 (ISBN 2360801309)
- Afro !, con la fotógrafa Brigitte Sombié, Les Arènes, noviembre de 2015  (ISBN 2352044618)